# Ann Turner Robinson
Ann Turner Robinson, geboren als Ann Turner (* vor 1716; † 6. Januar 1741 in London) war eine englische Opernsängerin (Sopran), die gelegentlich für Georg Friedrich Händel sang.

## Leben
Sie hieß ursprünglich Ann Turner und war die jüngste Tochter des Countertenors und Komponisten William Turner (1652–1740) und von dessen Frau Elisabeth (1655–1740). Am 26. September 1716 heiratete sie John Robinson (1682–1762), den Organisten von Westminster Abbey, und wurde dann meistens als ‘Mrs Robinson, late Mrs Turner’ oder ‘Mrs Turner Robinson’ angekündigt, um sie von der berühmteren Anastasia Robinson zu unterscheiden. Trotzdem ist es teilweise in den Quellen nicht immer eindeutig, wer gemeint ist.
Ihren ersten öffentlichen Auftritt im King’s Theatre am Haymarket hatte Ann Turner Robinson (wahrscheinlich) am 5. April 1718 mit einer Kantate von Attilio Ariosti, die dieser extra für die Gelegenheit komponiert hatte, und die sie auch am 21. März in einem Konzert mit dem Kastraten Baldassari vortrug. Im Frühling 1719 sprang sie ein als Ersatz für die Altistin Jane Barbier bei einem privaten Konzert, wo sie von Händel begleitet wurde. 1719–1720 sang sie den Part der Diana in Ariostis Kantate Diana on Mount Latmos am Drury Lane Theatre, aber der Komponist selber sprach in Briefen an Giuseppe Riva nicht sehr vorteilhaft über sie.
Ihr Operndebüt hatte sie im Frühjahr 1720 in der ersten Spielzeit der neu gegründeten Royal Academy of Music (1720) als Rhea Silvia in Giovanni Portas Numitore, als Procri in Domenico Scarlattis Narciso, und als Polissena in der Uraufführung von Händels Radamisto. Händel schrieb für sie in einem Umfang von e’ bis a’’’. Ann Turner fiel jedoch in den letzten Vorstellungen aus und wurde dann in allen drei Opern durch Margherita de L’Épine ersetzt.
In der Folge bekam sie mehrere Kinder, darunter die frühverstorbenen Töchter Elisabeth († Februar 1723) und Catherine († 28. April 1725), und trat nur noch selten auf der Bühne auf. Sie sang in einem Benefizkonzert zu ihren Gunsten am 20. März 1723.
Von 1725 bis 1726 sang sie wahrscheinlich am Drury Lane Theatre zwischen den Akten und wirkte auch in Careys Pantomime Apollo and Daphne mit (dabei wurde sie nur als ‘Mrs Robinson’ angekündigt, aber Anastasia Robinson hatte sich ab 1724 von der Bühne zurückgezogen). Im November 1727 sang sie auch die Rolle der Diana in Harlequin Doctor Faustus.
Turner Robinson sang 1729 in Konzerten Arien von Händel und wirkte auch im Mai–Juni 1732 in dessen erster Oratorienspielzeit am King’s Theatre mit, in der kleinen Rolle der Israelitin in Esther und als Clori in der neuen zweisprachigen Fassung von Acis and Galatea.
Sie starb am 6. Januar 1741 und wurde am 8. Januar auf dem Friedhof von Westminster Abbey beigesetzt.
Eine ‘Miss Robinson’, die 1744–1745 für Händel sang, war eine Tochter von Ann Turner Robinson, und vermutlich sang einer ihrer Söhne (‘Robinson's boy’) in der Uraufführung von L’Allegro e il Penseroso (1740).